# رايموند لي (مخرج)
ريمون لي واي مان ولد في 8 نوفمبر 1946 هو مخرج ومنتج تلفزيوني في هونغ كونغ . دخل لي عالم السينما في هونغ كونغ في عام 1972، حيث عمل في البداية كمشغل للكاميرا . بعد إغلاق التلفزيون التجاري في عام 1978، انضم لي إلى تلفزيون آسيا يعمل ككاتب سيناريو لأفلام الفنون القتالية. في عام 1981، غادر تلفزيون آسيا للعمل كمنتج في TVB . 
. وقد حصل على جائزة( Golden Bell) لعام 1996 كأفضل مخرج لـ فيلم (New Dragon Gate Inn) . 

## فيلموغرافيا مختارة
كمدير
- الصراع الأخير (1988فيلم تلفزيوني)
- حررني! (1998)
- جولة الانتقام (1989)
- البلوز القاتل (1990)
- متمرد من الصين (1990)
- الأزرق البرق (1991)
- مرة واحدة قاتلة (1991)
- نزل التنين الجديد (1992)
- The East Is Red (1993 ، بالتعاون مع توني تنشغ )
- الهوس القاتل (1994)
- الجانب الآخر من البحر (1994)
- أريد أن أعيش (1995)
- الشرطة السرية (1995)
- لأكون رقم 1 (1996)
- القاتل جينغ كي (2004 ، مسلسل تلفزيوني)
- محاربو الشاولين (2008 ، مسلسل تلفزيوني)
- خطأ فرسان لا تقهر (2011 ، مسلسل تلفزيوني)

كمنتج
- الجانب الآخر من الأفق (1984)
- سيف ملطخ بالدم الملكي (1985)
- كنز هنتر (2009)

## روابط خارجية
- ريمون لي على موقع IMDb (الإنجليزية)
- ريمون لي على موقع قاعدة بيانات الفيلم (الإنجليزية)